# Louise Julien
Pour les articles homonymes, voir Julien et Julien (nom de famille).
Louise Julien, née Louise Anselme Datayde (ou d’Ataïde) le 17 juin 1815 dans l'ancien 12e arrondissement de Paris et morte le 23 juillet 1853 à Jersey (Royaume-Uni), est une ouvrière, poétesse et quarante-huitarde française.
Elle a peut-être servi d'inspiration au personnage de Cosette dans Les Misérables de Victor Hugo.

## Biographie

### Famille
Louise Julien est la fille illégitime de Céleste Éléonore Lévesque, couturière, et de Louis Antoine Manuel, issu d'une importante famille de l'aristocratie portugaise. Pour régulariser cette situation, Louis Antoine Manuel épouse Céleste Lévesque en 1818, la différence d'âge entre les mariés étant de 46 ans. Le père de Louise Julien doit rentrer au Portugal rapidement en raison de la situation politique, ce qui laisse ses filles dans le besoin puisque sa femme redevient couturière. Louise et Héloïse, sa sœur, doivent s'occuper de leur mère malade pendant 10 ans. Le 7 août 1834, Louise Julien se marie avec Étienne Louis Astruc, tailleur. Louise Julien décide à ce moment de sa vie de porter ce nom plutôt que celui de son père ou de son mari. Elle est connue du milieu ouvrier, auquel elle s'identifie, pour ses chansons populaires.

### Révolution de 1848

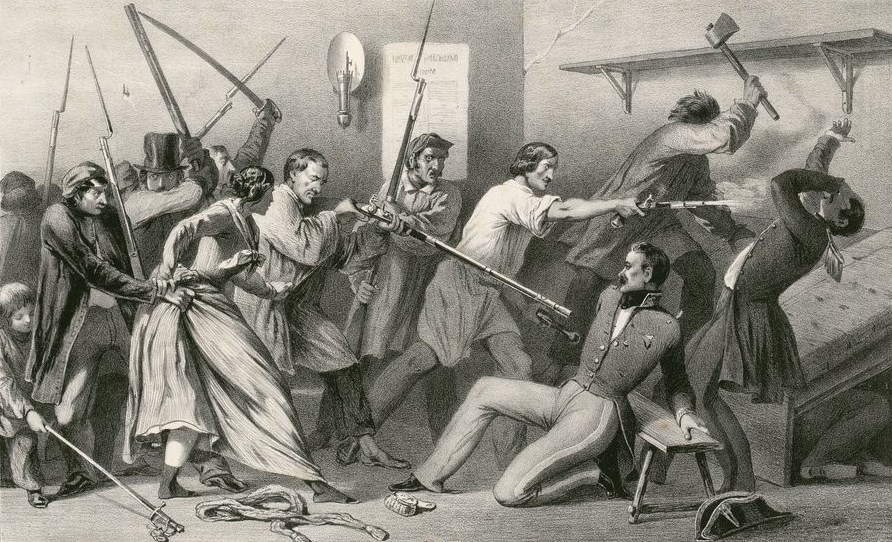
Mort du général Bréa le 25 juin 1848 : une femme est représentée, ce qui est rare pour les illustrations de cet événement.

Louise Julien participe à la révolution de février 1848 où le peuple de Paris se soulève et la deuxième république est proclamée. Elle prend part aux journées de Juin qui sont une révolte d'ouvriers parisiens en juin 1848 pour protester contre la fermeture des ateliers nationaux. On la retrouve également lors des insurrections consécutives au coup d'État du 2 décembre 1851. Blessée, elle est arrêtée le 21 janvier 1853 et sortira de prison malade avant de partir en Belgique d'où elle est expulsée. Elle arrive enfin à Londres et y rencontre Jeanne Deroin à laquelle elle dédie un poème.

### Inhumation et hommage
Au cours de son inhumation, Victor Hugo et Joseph Déjacque prononcent un discours. Celui de Victor Hugo parait dans le Morning Advertiser du 29 juillet 1853 puis The Independent (Irlande) le 24 août 1853.
Jeanne Deroin relate sa mort dans l'Almanach des femmes en ces termes,: 

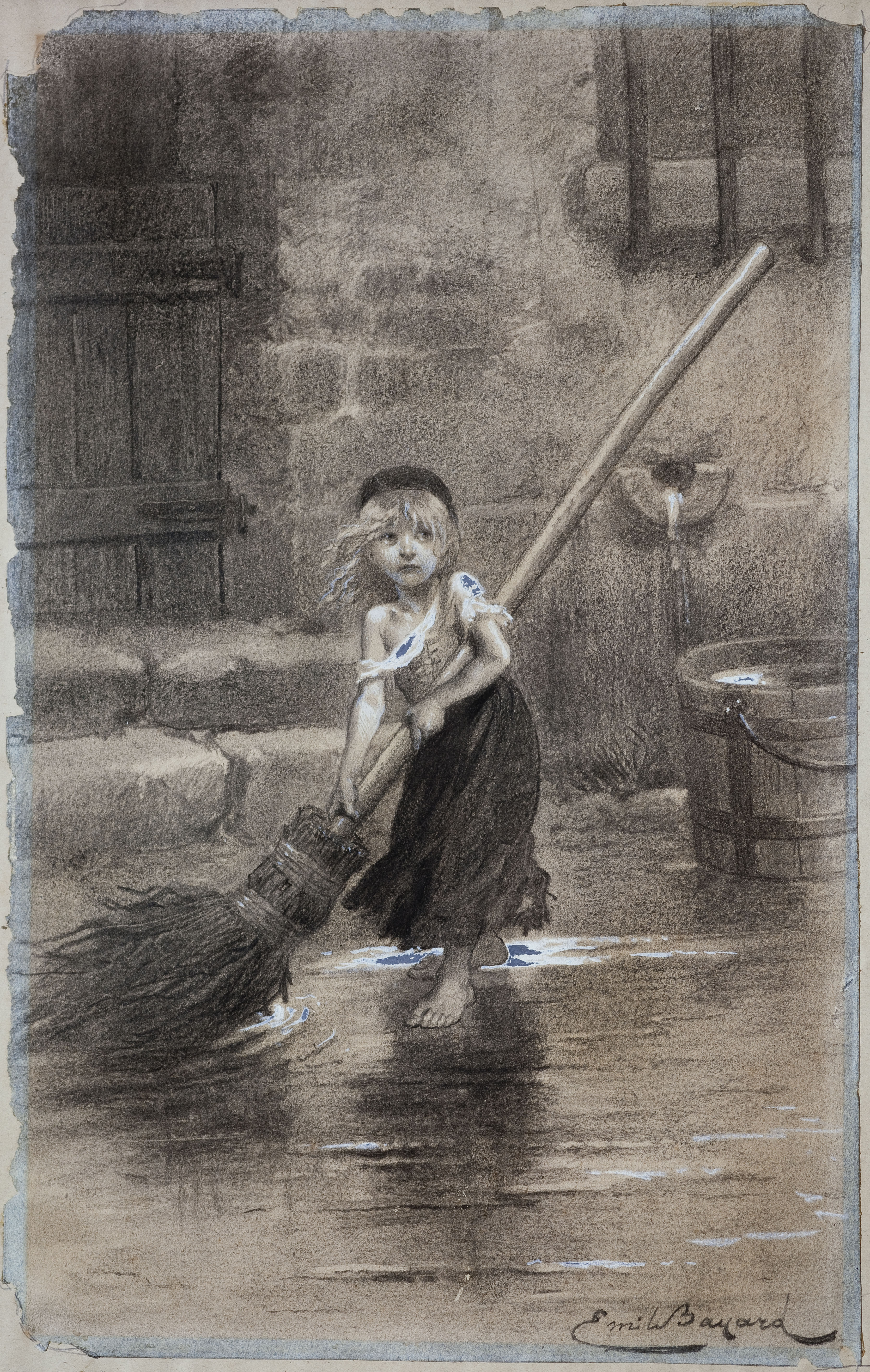
Cosette servante chez les Thénardier - Illustration d'Émile Bayard (1862).

« Louise Julien, la femme poète aimée des prolétaires, parce qu’elle était inspirée par l’amour de la liberté et de l’humanité, et par la compassion pour les souffrances de ses frères. »

## Littérature
Victor Hugo se serait inspiré de la vie de Louise Julien pour créer le personnage de Cosette dans les Misérables : leur enfance est similaire par plusieurs éléments (fruits d’une relation adultère entre une femme pauvre et un homme riche plus âgé, ayant connu la misère, devant travailler durement pour survivre).